# 칼피스

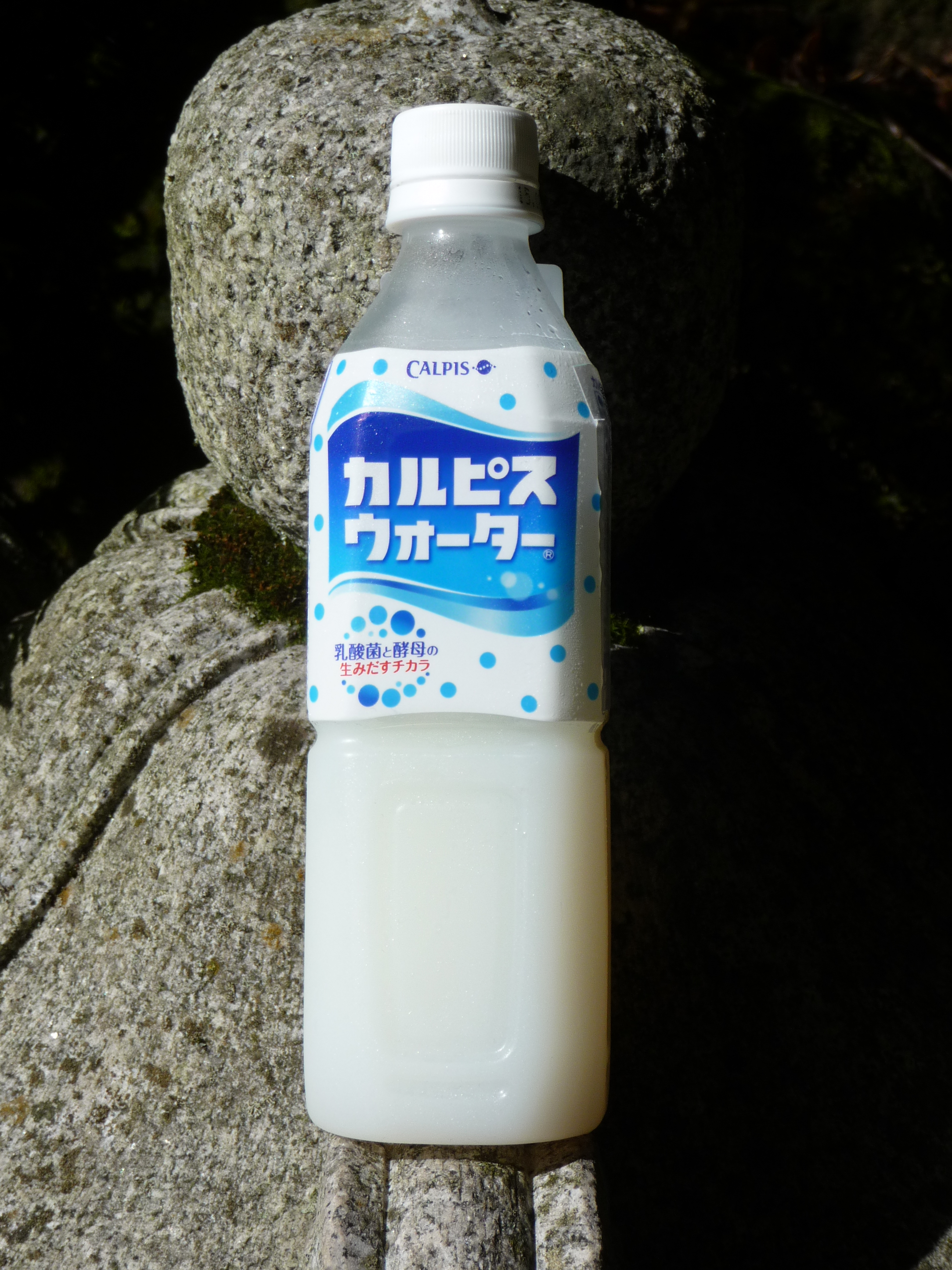
칼피스 워터

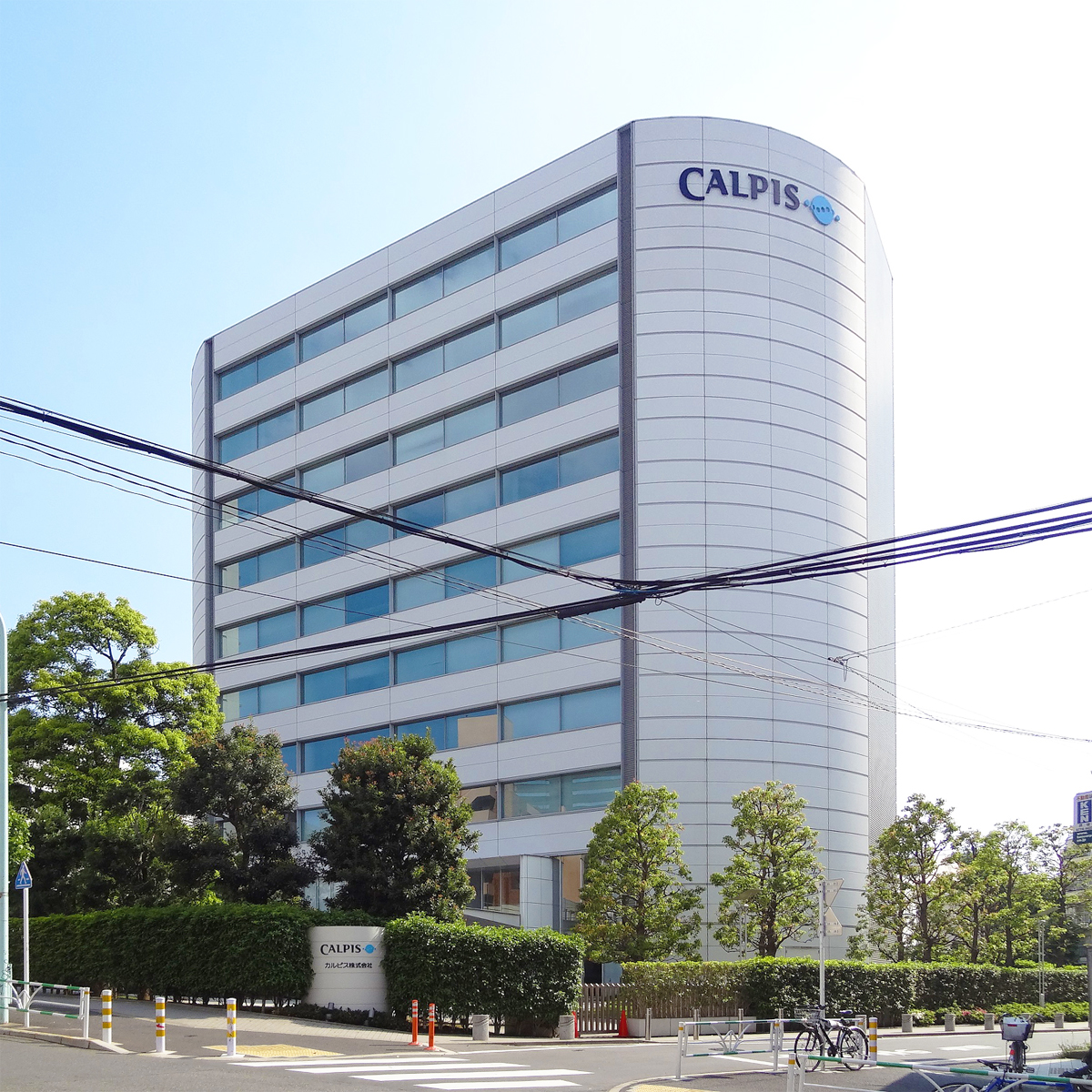
구 칼피스 본사 (현재는 그룹 업체인 아사히 칼피스 웰니스와 아사히그룹 식품 본사로 이루어져 있음)

칼피스 주식회사(カルピス(可爾必思)株式會社）, 영어: Calpis Co., Ltd.)는 1948년에 설립된 일본의 식품, 음료를 제조하여, 주력 제품으로 판매하는 일본 굴지의 음식료품 제조 기업이다. 소재지는 도쿄도 시부야구로, 현재 대표이사 사장은 야마다 후지오(山田 藤男)이다.
2012년 10월에 아지노모토가 보유하고 있던 모든 주식을 아사히 맥주 등을 자회사로 두고있는 아사히 그룹 홀딩스에 양도되어, 현재는 이 기업의 자회사가 되었다.
현재 기업 슬로건은 〈"몸에 피스 CALPIS"(カラダにピース。CALPIS)〉

## 개요
기업의 칼피스의 창업자는 미시마 카이운(三島海雲). 창업 초기에는 고쿠분 그룹의 자회사였다. 기업의 대부는 야마다 코사쿠와 당시 시바 학원의 교장이였던 와타나베 카이쿄쿠.
창업 당시부터 세계 최초의 유산균 음료 "칼피스"를 생산했다. 이와 함께, 탈지유 생산시 부상품으로 제조를 시작한 칼피스 버터가 주력 상품이였다.
이후, 아지노모토와 제휴하게 되면서 최근에는 칼피스를 제조시 물로 희석해 조제후 바로 마실 수 있게 한 청량 음료수 "칼피스 워터"의 생산하였고, 미네랄 워터의 "에비앙"이나 와인 수입, 칵테일 "칼피스 사워" 등의 주류에도 진출하고 있다.
칼피스(Calpis)는 소의 소변 의미의 "카우 피스"(cow piss)라는 발음 때문에, 미국에서는 "칼피코"(CALPICO)라는 명칭으로 판매되고 있다.
아지노모토와는 2007년 6월 11일부터 동년 10월 1일자로, 칼피스 주식회사를 완전 자회사화하기로 합의했다고 발표했다. 칼피스 경영진은 타사와의 제휴도 고려했지만, 향후 저출산 고령화로 우려되는 일본 시장의 규모 축소와 그것을 보완하기 위한 해외 시장 전개, 나아가 이른바 삼각 합병의 해금에 의한 해외 기업 인수 공세에 대응을 응시해 이 통합 방안 밖에 없다고 발표하였다.
2012년 5월 8일, 아지노모토가 아사히 그룹 홀딩스에 칼피스의 모든 주식을 2012년 10월 1일, 약 1200억엔에 매각하는 내용의 주식 양도 계약 체결이 발표되었다. 이로써 칼피스 주식회사는 동년 10월에 주식 양도 이후, 아사히 그룹 홀딩스의 자회사가 되었다..

## 음료

### 칼피스 워터
유산균 음료 칼피스는 원액은 매우 높은 농도로 그대로 음용 권장되지 않는다. 물 또는 우유에서 2.5~5배 정도로 희석하여 음용한다. 빙수 시럽에서는 칼피스 하이 등의 재료로도 쓰인다. 원액은 그 농도에서 상온 저장하면 부패하기 어려운 성질이 있어 현재는 전쟁을 겪고 있는 일반 가정의 상비품이나 군대의 보급품으로 전후는 선물로도 널리 사용되고 있다.
음료 칼피스는 일본에서는 1919년 7월 7일에 판매가 시작되었다. 칼피스의 음료수 병의 패키지 물방울 무늬는 발매일 칠석을 따서 은하수(Milky Way)을 이미지한 것이다. 1927년에는 모리나가 유업에서 출시된 같은 유산균 음료인 "코러스"가 발매되어 1980년대까지 일본내 유산균 음료의 인기를 양분하고 있었다. 이후에는 희석 처리된 제품으로, 1973년에 탄산수로 희석한 "칼피스 소다"를 발매. 탄산수의 희석된 소다 음료는 당시의 기술로는 일반 물에 의한 희석은 장기의 품질 유지에 문제가 있었기 때문이다. 1980년대도 종반에 접어 생활 양식의 변화에 따라 음용시 희석해야 하는 기존의 원액 칼피스는 일반 가정에서는 점차 외면하게 되어 있는 상태가 지속되었다. 1991년에는 희석을 생략한 "칼피스 워터"가 발매되어 히트 상품이 되었다.
원액의 칼피스는 병 제품에서 병이 무겁다는 이유로, 1995년에는 종이팩이 등장했다. 이것이 최근의 판매 주력이 되고 있어 상품이 차츰 가벼워지는 추세가 지속되었다.
2012년 4월 9일부터는 새로 개발된 4층 구조의 플라스틱 병인 "조각병"을 적용하자마자 레귤러·다이어트·포도가 전면 리뉴얼 처리된 조각병을 적용하였다. 일본에서는 주된 원료이기도 하는 설탕과 우유의 가격 상승 여파로, 희망소매가격은 기존과 같이 계속 동결되는 대신, 내용량은 기존의 종이 용기는 470ml로 낮아졌다.

## 주력 제품
- 칼피스 소다 - 1973년 발매.
- 칼피스 워터 - 1991년 발매.
- 칼피스 산유 아미루 S
- 칼피스 사워
- 아미노 칼피스 시리즈
- 칼피스 버터
- 더 프리미엄 칼피스 - 2007년 발매. 칼피스 주식회사의 창업 90주년을 기념해 3종류의 유산균을 혼합.
- 칼피스 다이어트 - 2006년 발매.
- 칼피스와 막걸리의 술 - 2010년 발매.

기타
- 칼피스 맛의 빙과 - 롯데 제과에서 아이스 등을 제조·판매하고 있다.
- 웰치 - 미국의 천연 과즙 브랜드 제품. 일본에서는 예전에는 펩시코사에서 제조 판매 권한을 갖고 있었지만, 1997년부터는 칼피스에서 판매 권한을 갖고 있다.
- 아미노 바이탈 - 전에는 아지노모토의 아미노 음료 브랜드였기 때문에 제품에 "AJINOMOTO"의 로고가 적혀 있다.
- 1개 만족 바×칼피스 상쾌한 케이크 출처

## 같이 보기
- 아사히 그룹 홀딩스
- 아사히 음료
- 아지노모토
- 칼피스 워터